# Фед куп 2010.
Фед куп 2010 је 48 сезона Фед купа који играју женске националне тениске репрезентације. Такмичење почиње 6.-7. фебруара а финални меч ће се одигрти 6.-7. новембра.

## Светска група
| Састав светске групе | Састав светске групе | Састав светске групе | Састав светске групе |
| -------------------- | -------------------- | -------------------- | -------------------- |
| Чешка                | Француска            | Немачка              | Италија              |
| Русија               | Србија               | Украјина             | САД                  |

### Жреб
|  | Четвртфинале                      | Четвртфинале                  |                                 |   | Полуфинале | Полуфинале |  |  | Финале | Финале |
|  |                                   |                               |                                 |   |            |            |  |  |        |        |
|  | 6-7. фебруар - Харков, Украјина   |                               |                                 |   |            |            |  |  |        |        |
|  |                                   |                               |                                 |   |            |            |  |  |        |        |
|  | Украјина                          | 1                             |                                 |   |            |            |  |  |        |        |
|  | Украјина                          | 1                             | 24-25. април - Рим, Италија     |   |            |            |  |  |        |        |
|  | Италија                           | 4                             |                                 |   |            |            |  |  |        |        |
|  | Италија                           | 4                             | Италија                         | 5 |            |            |  |  |        |        |
|  | 6-7. фебруар - Брно, Чешка        |                               | Италија                         | 5 |            |            |  |  |        |        |
|  |                                   | Чешка                         | 0                               |   |            |            |  |  |        |        |
|  | Чешка                             | Чешка                         | 0                               | 3 |            |            |  |  |        |        |
|  | Чешка                             |                               | 7-8. новембар - Сан Дијего, САД | 3 |            |            |  |  |        |        |
|  | Немачка                           | 2                             |                                 |   |            |            |  |  |        |        |
|  | Немачка                           | 2                             | Италија                         | 3 |            |            |  |  |        |        |
|  | 6-7. фебруар - Београд, Србија    |                               | Италија                         | 3 |            |            |  |  |        |        |
|  |                                   | САД                           | 1                               |   |            |            |  |  |        |        |
|  | Србија                            | САД                           | 1                               | 2 |            |            |  |  |        |        |
|  | Србија                            | 24-25. април - Бермингем, САД |                                 | 2 |            |            |  |  |        |        |
|  | Русија                            | 3                             |                                 |   |            |            |  |  |        |        |
|  | Русија                            | 3                             | Русија                          | 2 |            |            |  |  |        |        |
|  | 6-7. фебруар - Лијевен, Француска |                               | Русија                          | 2 |            |            |  |  |        |        |
|  |                                   | САД                           | 3                               |   |            |            |  |  |        |        |
|  | Француска                         | САД                           | 3                               | 1 |            |            |  |  |        |        |
|  | Француска                         |                               |                                 | 1 |            |            |  |  |        |        |
|  | САД                               | 4                             |                                 |   |            |            |  |  |        |        |
|  | САД                               | 4                             |                                 |   |            |            |  |  |        |        |

Победнице у четвртфиналу ће наставити борбу за титулу, а 4 поражене репрезентације ће играти са победницама Светске гупе II за попуну Светске групе за 2011. годину.

## Светска група плеј оф
У доигравању (плеј офу) за попуну Светске групе играју поражене екипе из првог кола Светске групе, против победница из првог кола Светске групе II. Мечеви ће се играти 24/25. априла 2010.
| Место(подлога)        | Екипа домаћина | Резултат | Гостујућа екипа |
| --------------------- | -------------- | -------- | --------------- |
| Београд, Србија шљака | Србија         | 2 - 3    | Словачка        |
|                       | Белгија        | 3 - 2    | Естонија        |
|                       | Украјина       | 0 - 5    | Аустралија      |
|                       | Немачка        | 2 - 3    | Француска       |

Победнице ће се 2011. такмичити у Светкој групи, а поражене у Светској групи II.

### Србија - Словачка
| Србија               | Словачка              | Резултат    |
| -------------------- | --------------------- | ----------- |
| Јелена Јанковић      | Магдалена Рибарикова  | 7–6(5), 6–3 |
| Бојана Јовановски    | Данијела Хантухова    | 2–6, 2–6    |
| Јелена Јанковић      | Данијела Хантухова    | 6–7(2), 5–7 |
| Бојана Јовановски    | Магдалена Рибарикова  | 6–1, 7–6(5) |
| Јанковић, Јовановски | Хантухова, Рибарикова | 4–6, 3–6    |

## Светска група II
Мечеви ће се играти 6-7. фебруара 
| Место(подлога)                    | Екипа домаћина | Резултат | Гостујућа екипа |
| --------------------------------- | -------------- | -------- | --------------- |
| Братислава, Словачка тврда (зат.) | Словачка       | 3 - 2    | Кина (2)        |
| Бидгошч, Пољска (тепих зат.)      | Пољска         | 2 - 3    | Белгија (3)     |
| Талин, Естонија тврда (зат.)      | Естонија       | 4 - 1    | Аргентина (4)   |
| Аделаида, Аустралија тврда (отв.) | Аустралија     | 3 - 2    | Шпанија (1)     |

Победнице ће са пораженим екипама из Светске групе играти 24 - 25. априла у доигравању (плеј оф) за попуну Светске групе за 2011. годину.
Поражене екипе ће играти доигравања (плеј оф) за опстанак у Светској групи II.

## Светска група II плеј оф
Такмичење у плеј офу за попуну Светске групе II одржаће се 24/25. априла 2010.
У плеј офу су ће играти 4 екипе које су поражене у пропм колу Светске групе II и четири екипе победнице регионалних такмичења: две екипе из Евроафричке зоне, победник Америчке зоне и Азијскоокеанијске зоне.
| Место(подлога) | Екипа домаћина | Резултат | Гостујућа екипа |
| -------------- | -------------- | -------- | --------------- |
|                |                |          |                 |
|                |                |          |                 |
|                |                |          |                 |
|                |                |          |                 |

Победнице ће 2011. играти у Светској групи II, а поражене у Првим групама регионалних зона.

## Америчка зона

### Прва група
Група игра у Lambare, Парагвају
- Бразил
- Боливија
- Канада
- Колумбија
- Чиле
- Куба
- Порторико
- Парагвај

### Друга група
Група игра у Гвајакилу, Еквадор
- Бермуди
- Бахаме
- Костарика
- Доминиканска Република
- Еквадор
- Гватемала
- Хондурас
- Мексико
- Панама
- Перу
- Тринидад и Тобаго
- Јамајка

## Евроафричка зона

### Прва група
Група игра у Cruz Quebrada, Португалу
- Аустрија
- Белорусија
- Босна и Херцеговина
- Бугарска
- Хрватска
- Данска
- Уједињено Краљевство
- Мађарска
- Израел
- Холандија
- Летонија
- Португалија
- Румунија
- Словенија
- Шведска
- Швајцарска

### Друга група
Група игра у Јереван, Јерменији
- Грузија
- Јерменија
- Литванија
- Луксембург
- Јужна Африка
- Норвешка
- Грчка

### Трећа група
Група игра у Каиру, Египат
- Алжир
- Ангола
- Египат
- Исланд
- Ирска
- Турска
- Малта
- Молдавија
- Мароко
- Намибија

## Азијскоокеанијска зона

### Прва група
Група игра у Куала Лумпуру, Малезија
- Казахстан
- Кинески Тајпеј
- Јапан
- Индонезија
- Јужна Кореја
- Нови Зеланд
- Тајланд
- Узбекистан

### Друга група
Група игра у Куала Лумпуру, Малезија
- Индија
- Хонгконг
- Кирибати
- Иран
- Сингапур
- Сирија
- Кувајт
- Малезија
- Филипини